# Pod ciemnymi gwiazdami
Pod ciemnymi gwiazdami (ang. Beast) – brytyjski film fabularny z 2017 roku w reżyserii Michaela Pearce’a, wyprodukowany przez wytwórnię 30 West. Główne role w filmie zagrali Jessie Buckley, Johnny Flynn i Geraldine James.
Premiera filmu odbyła się 9 września 2017 podczas 42. Międzynarodowego Festiwalu Filmowego w Toronto. Siedem miesięcy później, 27 kwietnia 2018, obraz trafił do kin na terenie Wielkiej Brytanii. W Polsce premiera filmu odbędzie się 24 sierpnia 2018.

## Fabuła
Moll mieszka z rodziną na brytyjskiej wyspie Jersey. Jej rodzeństwo dawno się usamodzielniło, ale Moll pozostała w domu, żeby pomóc w opiece nad starzejącym się ojcem. Apodyktyczna matka dziewczyny zaplanowała jej już niemal całą przyszłość. Pewnego dnia Moll poznaje tajemniczego Pascala, który niedawno przyjechał do miasteczka i zakochuje się w nim bez pamięci. Pod wpływem ukochanego wreszcie wyrywa się z domu i poznaje smak namiętności. Wkrótce okazuje się, że Pascal jest podejrzanym w sprawie zaginięcia kilku kobiet, a Moll ma parę mrocznych tajemnic.

## Obsada
- Jessie Buckley jako Moll
- Johnny Flynn jako Pascal
- Geraldine James jako Hilary
- Shannon Tarbet jako Polly
- Trystan Gravelle jako Clifford
- Charley Palmer Rothwell jako Leigh
- Hattie Gotobed jako Jade
- Emily Taaffe jako Tamara
- Tim Woodward jako Fletcher
- Olwen Fouéré jako Theresa Kelly

## Odbiór

### Krytyka
Film Pod ciemnymi gwiazdami spotkał się z pozytywną reakcją krytyków. W serwisie Rotten Tomatoes 94% ze stu sześciu recenzji filmu jest pozytywna (średnia ocen wyniosła 7,4 na 10). Na portalu Metacritic średnia ocen z 29 recenzji wyniosła 74 punkty na 100.